# Proteuxoa oxygona
Proteuxoa oxygona är en fjärilsart som beskrevs av Oswald Beltram Lower 1902. Proteuxoa oxygona ingår i släktet Proteuxoa och familjen nattflyn. Inga underarter finns listade i Catalogue of Life.

## Bildgalleri

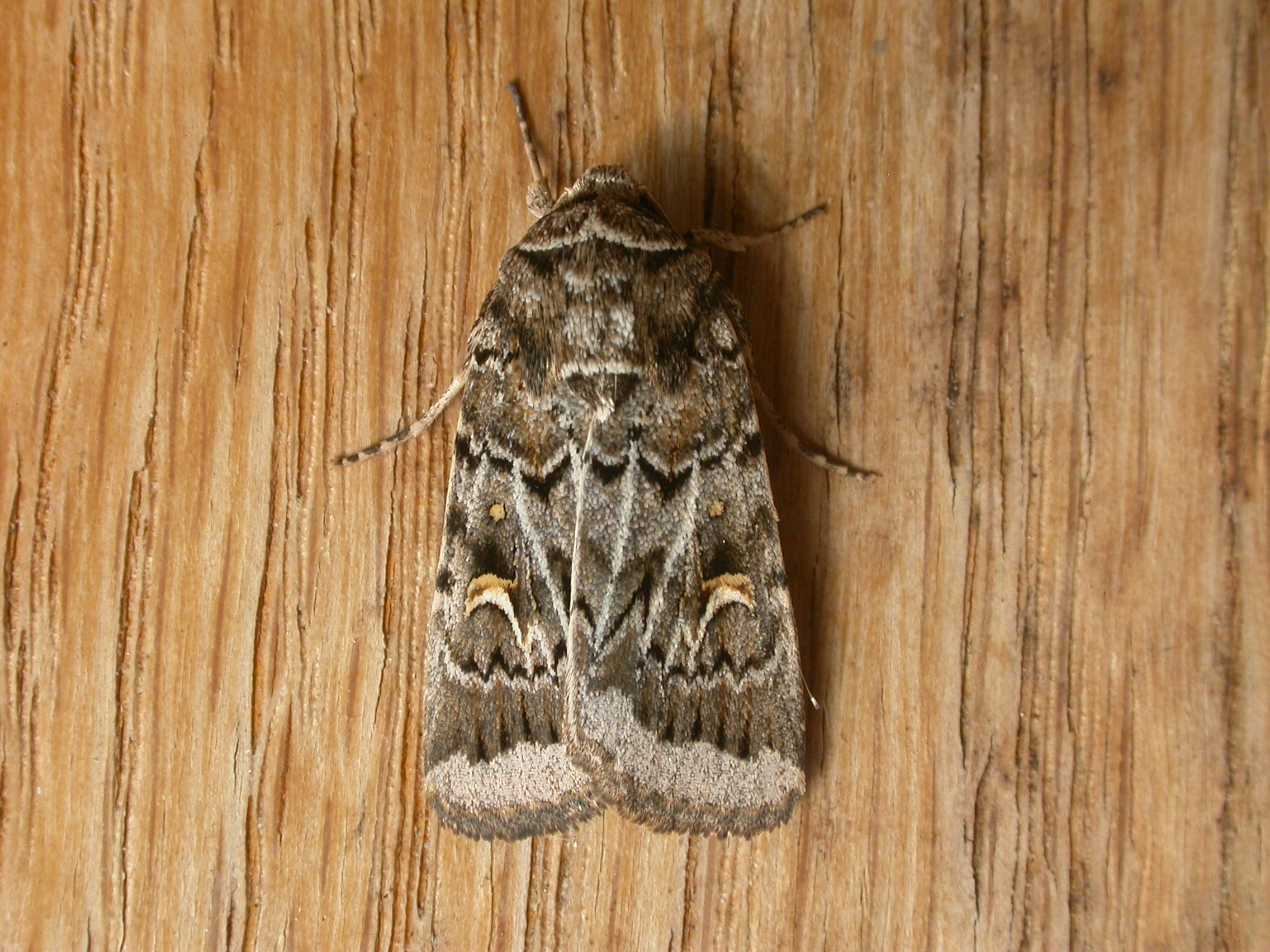
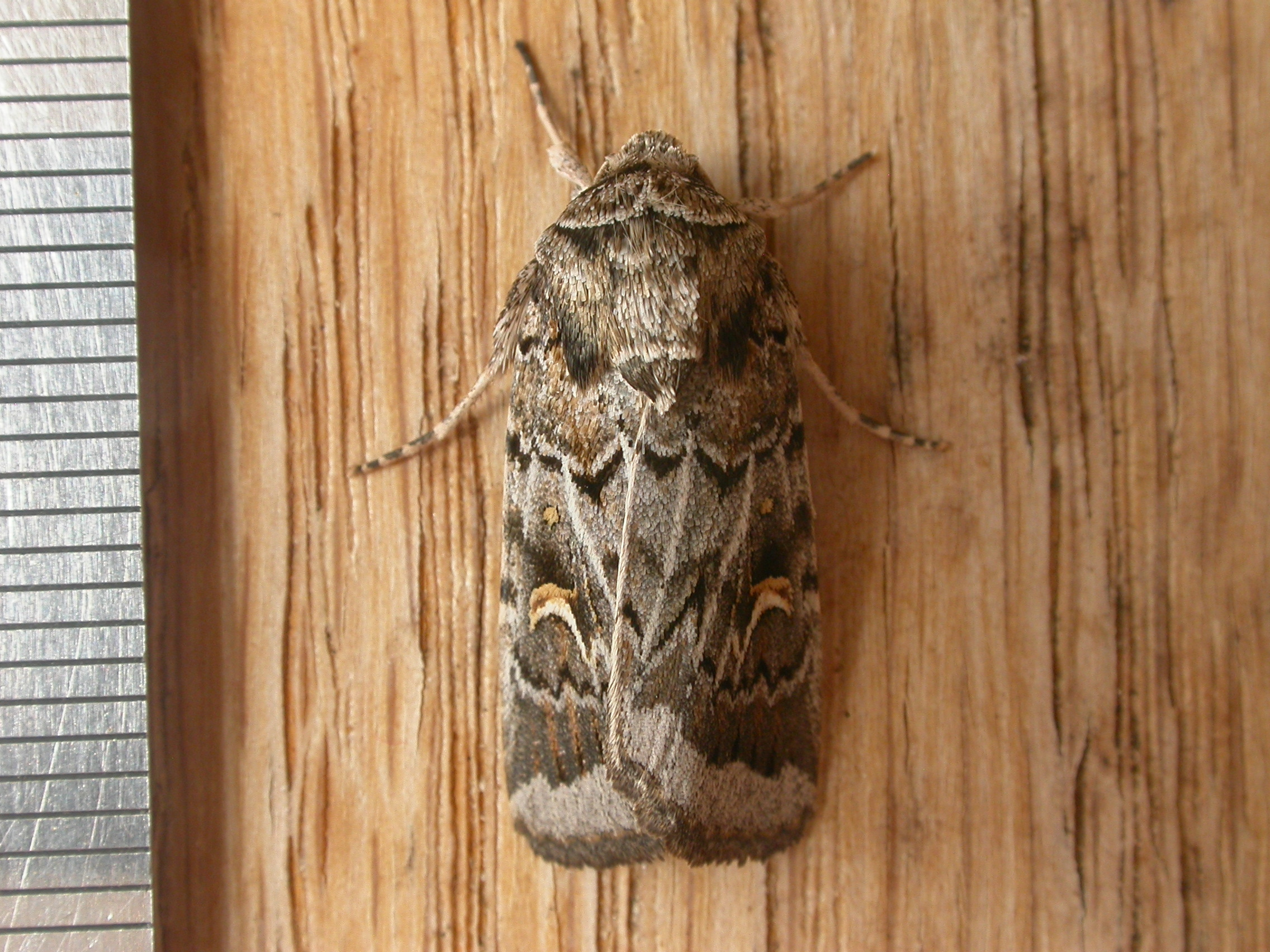
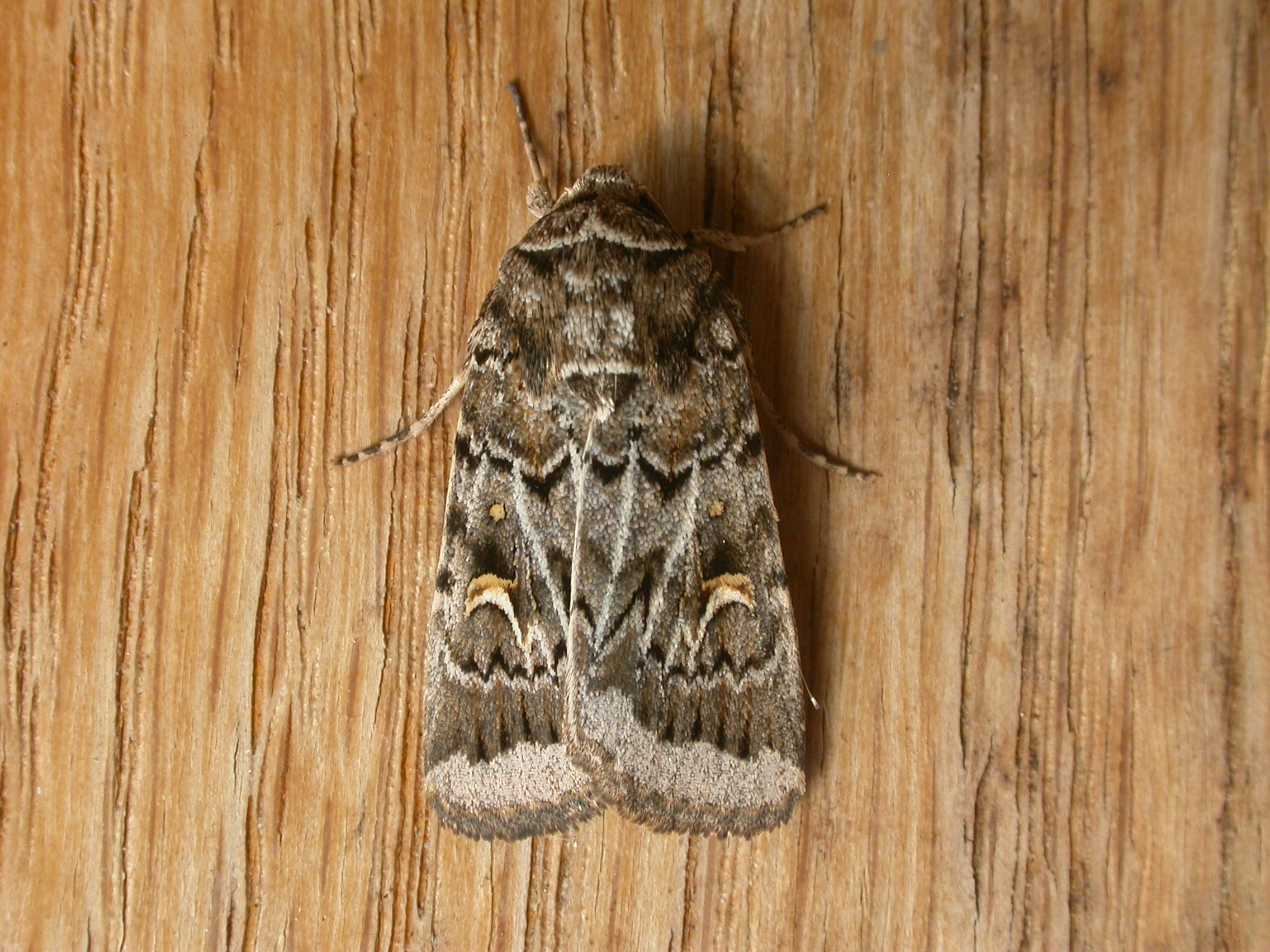